# Sheldon van der Linde

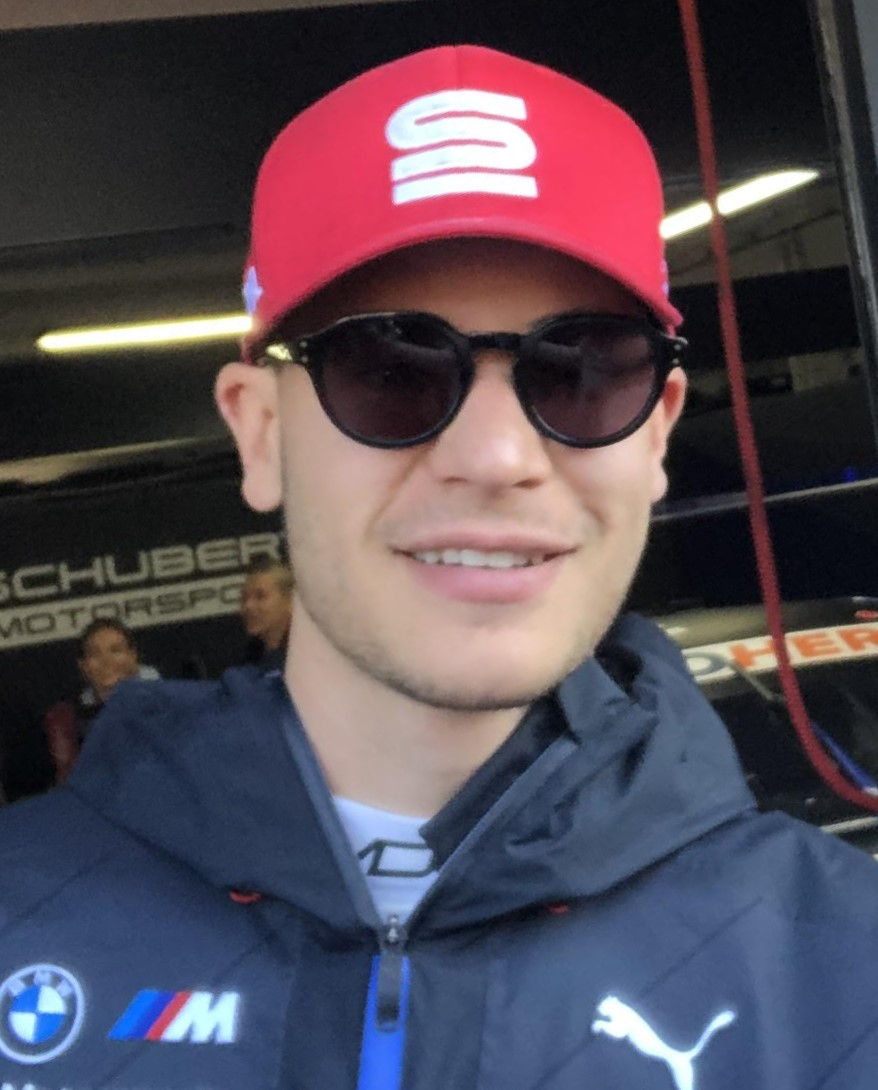
Sheldon van der Linde

Sheldon van der Linde (Johannesburg, 13 mei 1999) is een Zuid-Afrikaans autocoureur. Zijn broer Kelvin en oom Etienne zijn eveneens autocoureurs.

## Carrière
Van der Linde begon zijn autosportcarrière in het karting op zesjarige leeftijd in zijn thuisland Zuid-Afrika. Hij won meerdere nationale kampioenschappen voordat hij in 2014 de overstap maakte naar de auto's. In zijn eerste seizoen in de auto's domineerde hij het Zuid-Afrikaanse Polo Cup-kampioenschap met vier overwinningen en twaalf podiumplaatsen uit veertien races. Het daaropvolgende jaar werd hij kampioen in de Zuid-Afrikaanse Volkswagen Cup.
In 2016 maakte Van der Linde de overstap naar Europa en kwam hij uit in de Audi Sport TT Cup, een kampioenschap in het voorprogramma van de Deutsche Tourenwagen Masters. In zijn eerste raceweekend op de Hockenheimring won hij direct beide races. Met nog twee overwinningen in de rest van het seizoen eindigde hij op de vierde plaats in het klassement met 231 punten.
In 2017 en 2018 nam Van der Linde deel aan races in het WeatherTech SportsCar Championship, de TCR Benelux, de Blancpain GT Series Endurance Cup en de Blancpain GT Series Sprint Cup als gastcoureur, waarbij hij in de TCR Benelux een race won op Spa-Francorchamps. In 2018 reed hij met zijn broer Kelvin een volledig seizoen in de ADAC GT Masters. Zij behaalden twee overwinningen op de Sachsenring en de Hockenheimring en werden tweede in de eindstand met 136 punten, een punt minder dan kampioenen Mathieu Jaminet en Robert Renauer.
In 2019 maakt Van der Linde de overstap naar de Deutsche Tourenwagen Masters, waarin hij voor het BMW Team RBM deelneemt in een BMW M4 Turbo DTM. Hij is hiermee de eerste Zuid-Afrikaanse coureur die uitkomt in deze klasse.